# Terbumeton
Terbumeton ist eine chemische Verbindung aus der Gruppe der Triazine.

## Gewinnung und Darstellung
Terbumeton kann durch Reaktion von Terbuthylazin mit Natriummethoxid gewonnen werden.

## Eigenschaften
Terbumeton ist ein farbloser Feststoff, der praktisch unlöslich in Wasser ist.

## Verwendung
Terbumeton wird als selektives Herbizid gegen Gräser und breitblättrige Unkräuter verwendet.

## Zulassung
Terbumeton ist nicht auf der Liste der in der Europäischen Union zulässigen Pflanzenschutzmittel-Wirkstoffe enthalten.
In Deutschland, Österreich und der Schweiz sind keine Pflanzenschutzmittel mit diesem Wirkstoff zugelassen.